# SN 2011ie
SN 2011ie – supernowa typu Ia odkryta 17 listopada 2011 roku w galaktyce A230054+1850. W momencie odkrycia miała maksymalną jasność 17,00m.